# Raión de Pánino
El raión de Pánino (ruso: Па́нинский райо́н) es un distrito administrativo y municipal (raión) ruso perteneciente a la óblast de Vorónezh. Se ubica en el norte de la óblast. Su capital es Pánino.
En 2021, el raión tenía una población de 24 236 habitantes.
Alberga el nacimiento de los ríos Ikórets, Matriónochka y Toida. El río Bitiug también fluye por este raión.

## Subdivisiones
Comprende 81 localidades. Como consecuencia de una fusión de entidades locales que tuvo lugar en 2015, el raión se divide en solamente doce ayuntamientos, que son los asentamientos de tipo urbano de Pánino (la capital) y Perelióshinski y los siguientes diez asentamientos rurales:
- Dmítriyevka
- Ivánovka 1-ya
- Krásnoye (con capital en Perelióshino)
- Krasni Limán
- Kriusha
- Mijáilovski
- Oktiabrski
- "Progrésovskoye" (con capital en Mijáilovka 1-ya)
- Rostashevka (con capital en Áloye Pole)
- Chernavka